# JR貨物UF43A形コンテナ
UF43A形コンテナ（UF43Aがたコンテナ）は、日本貨物鉄道（JR貨物）輸送用として籍を編入している31 ft私有コンテナ（冷凍コンテナ）である。
形式の数字部位 「 43 」は、コンテナの容積を元に決定される。このコンテナ容積43 m3の算出は、厳密には端数四捨五入計算の為に、内容積42.5 m3 - 43.4m3の間に属するコンテナが対象となる。また形式末尾のアルファベット一桁部位 「 A 」は、コンテナの使用用途（主たる目的）が 「 普通品の輸送 」を表す記号として付与されている。

## 番号毎の概要

### 30000番台
30001, 30002
ランテック所有、全高2,530 mm規格外、全長9,410 mm規格外、全幅2,500 mm規格外、総重量12 t。コキ100系積載限定、青函トンネル通過可能。

### 38000番台
38001
北冷蔵所有。全高2,600 mm（規格外）、全長9,410 mm（規格外）、総重量18.5 t。
38002 - 38008
北尾運送所有。全高2,600 mm（規格外）、全長9,410 mm（規格外）。
38009・38010
日本石油輸送所有。静岡運送借受。
38011 - 38023
北尾運送所有
青函トンネル通過禁止仕様になった。

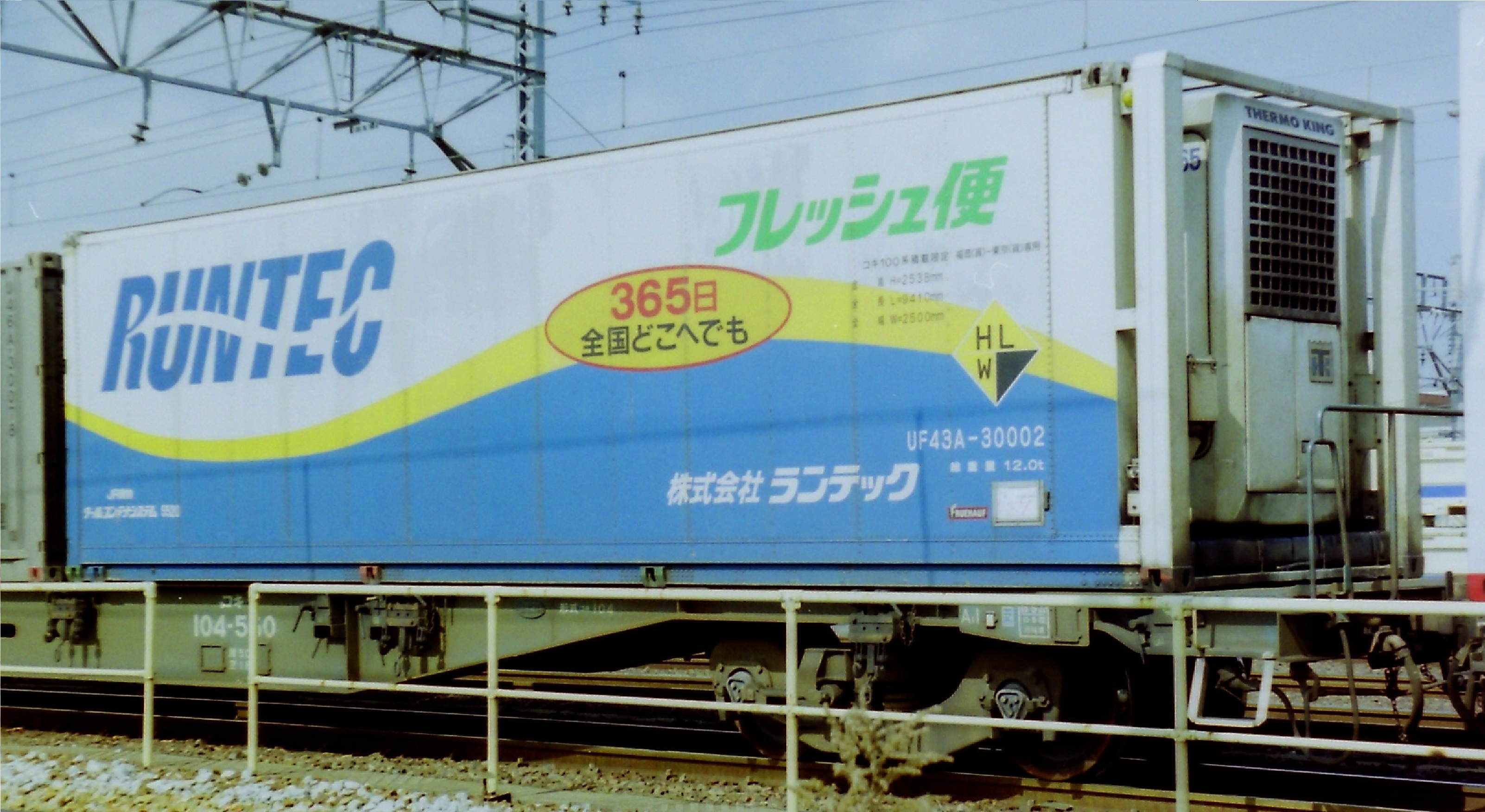
UF43A-30002 ランテック所有。

### 39000番台
39001 - 39010
ランテック（旧、九州牛乳輸送）所有、全高2,530 mm規格外（規格外）、全幅2,500 mm（規格外）、総重量15 t（規格外）。コキ100系積載限定、青函トンネル通過可能。

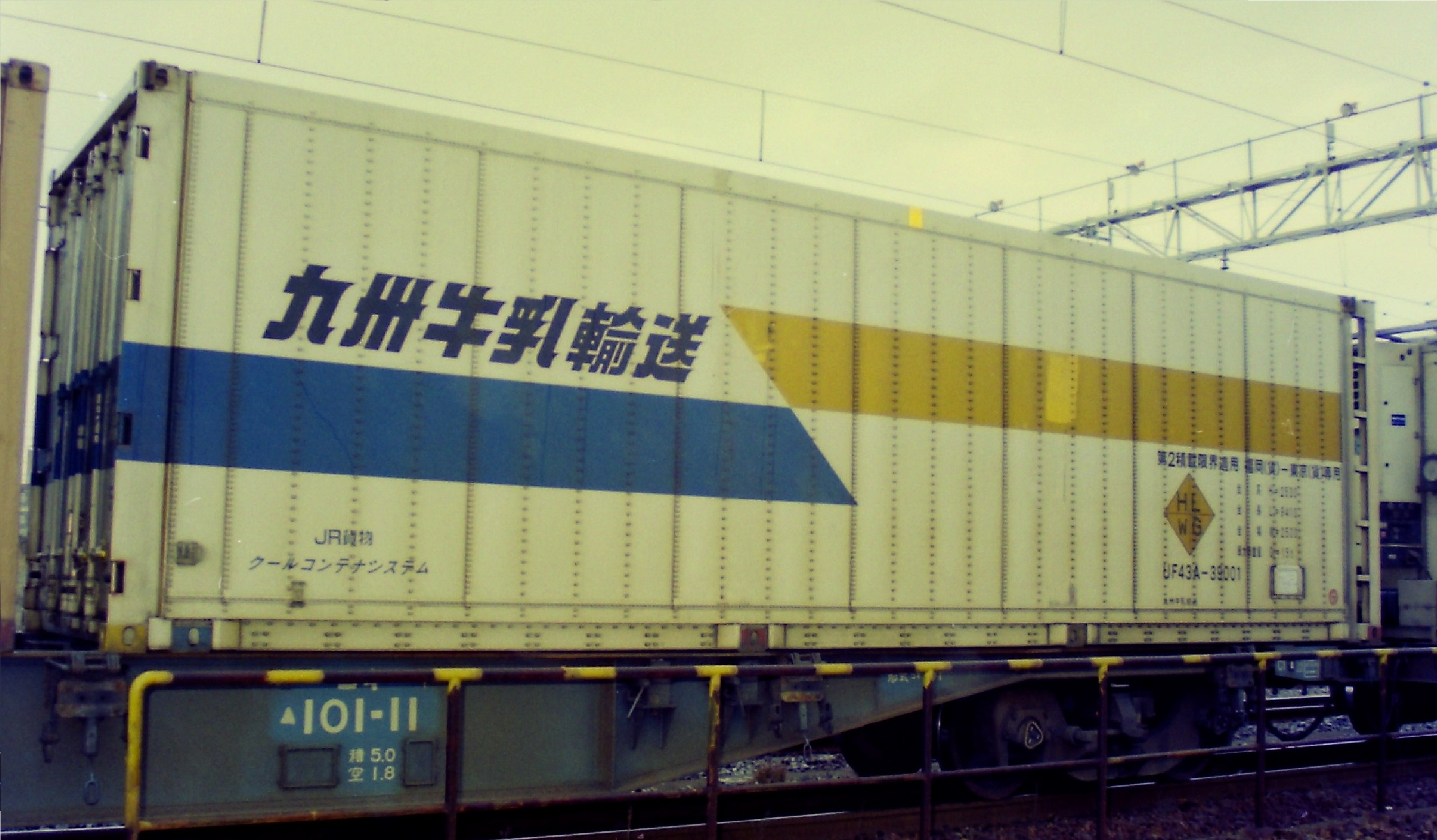
UF43A-39001 九州牛乳輸送所有時代。
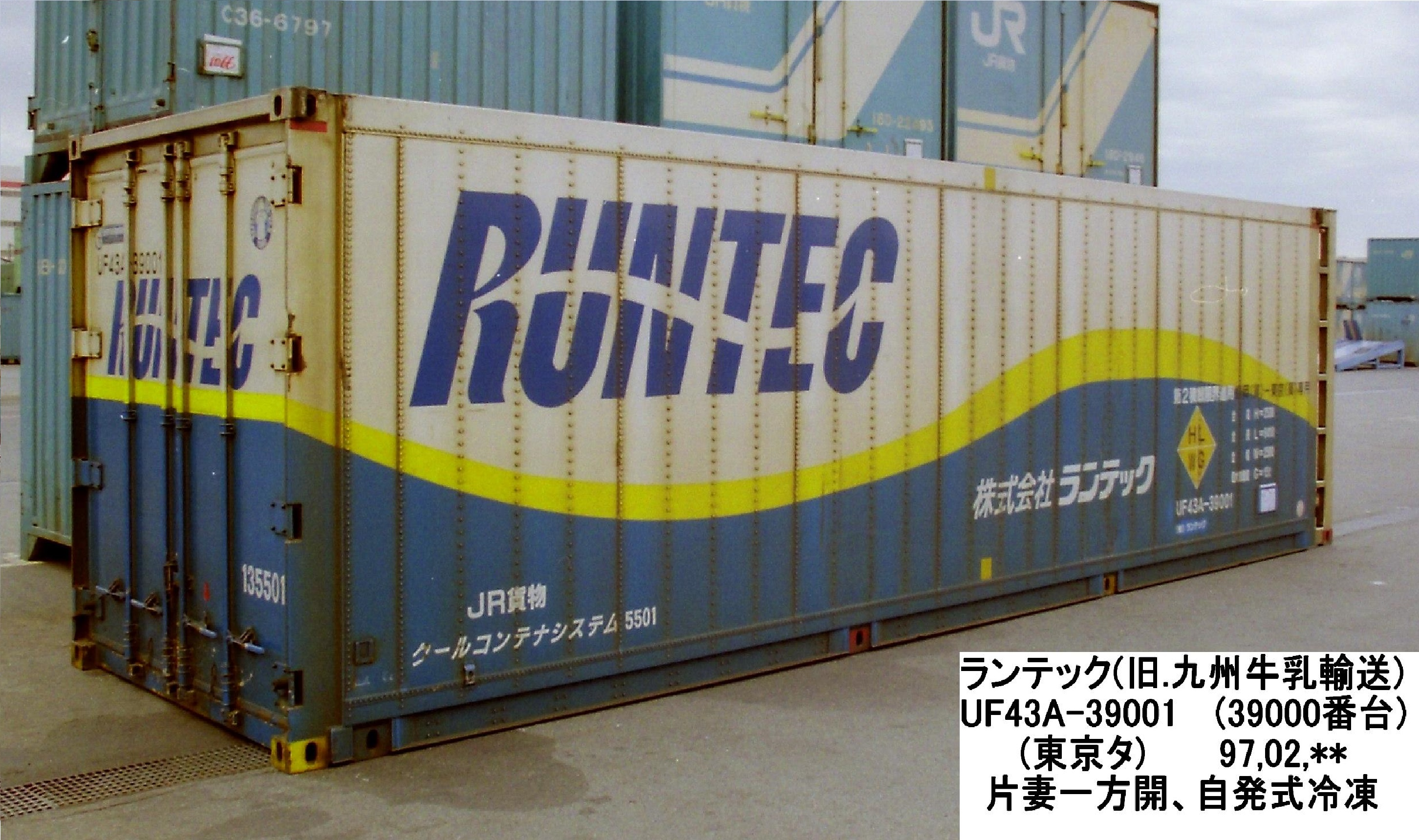
UF43A-39001 ランテック所有。